# Crni Lug (Delnice)
Pour les articles homonymes, voir Crni Lug.
Crni Lug est une localité de Croatie située dans la municipalité de Delnice, comitat de Primorje-Gorski Kotar. Au recensement de 2001, elle comptait 291 habitants.

## Démographie
| 1948 | 1953 | 1961 | 1971 | 1981 | 1991 | 2001 |
| ---- | ---- | ---- | ---- | ---- | ---- | ---- |
| 474  | 493  | 457  | 477  | 342  | 322  | 291  |